# Tuinturf
Tuinturf is doorgevroren zwartveen dat gebruikt wordt in potgrond. Als het veen nog vochtig is, wordt het doorgevroren. Daarna wordt het gedroogd, gemalen en gezeefd. Niet doorgevroren zwartveen neemt na droging zeer moeilijk weer water op en werd vroeger als brandstof in de vorm van turven gebruikt.
Doorgevroren turven (smoezen) zijn als brandstof ongeschikt.
Voor de winning van het zwartveen wordt eerst de bovenste laag grond verwijderd. Deze bovenste laag heet bolsterveen en komt als turfstrooisel, ook wel turfmolm genoemd, in de handel. Ook turfstrooisel neemt in gedroogde toestand gemakkelijk veel water op. Het onderliggende zwartveen wordt over de gehele diepte weggegraven en tot tuinturf verwerkt.

## Geschiedenis
Eeuwenlang was de bemestingswaarde van turfstrooisel vermengd met stalmest reeds bekend. Dat de kwaliteit van deze meststof verbeterde door blootstelling aan vorst was evenzeer reeds waargenomen. Reeds in 1928 werd zwarte turf geleverd aan de Franse Société des Produits Chimiques et Engrais d'Auby. Deze produceerde Humauby, een merknaam voor een structuurverbeteraar van teelaarde. In de jaren 30 van de 20e eeuw bestond in Duitsland de Torfhumusdienst Forschungs- und Werbestelle. Deze onderzocht eveneens het gebruik van veen als grondstof voor humushoudende meststoffen.
Tuinturf en potgrond werd vanouds door de tuinders zélf bereid. Omstreeks 1945 kwamen er in Nederland ook gespecialiseerde potgrondbedrijven die gewoonlijk gevestigd waren op plaatsen waar zich veel tuinders bevonden, zoals in het Westland. Uiteraard moest de turf naar deze streken worden vervoerd. Uiteindelijk begonnen ook de verveners interesse te krijgen voor dit product. Geleidelijk aan gingen verveners en turfstrooiselfabrikanten als Minke, Terwindt-Arntzveen en Veldkamp, zich hierop toeleggen. 
In Nederland vond onderzoek op dit terrein plaats door J. Hudig en N.H. Siewertsz van Reesema. In 1940 vonden zij een methode om humus te bereiden uit turf, via de toevoeging van ammoniak en mineralen, onder zekere fysische omstandigheden. Hoewel de Tweede Wereldoorlog het onderzoek tot stilstand bracht, werd het daarna weer voortgezet in het TNO. Naast de smoezen werd ook voor stort een toepassing gezocht. Dit was gemengd veen dat vrijkwam bij het graven van kanalen en dergelijke. In 1961 ontstond de eerste vraag naar balen doorgevroren zwartveen. De naam tuinturf voor dit product was bedacht door J. Doeksen van het Instituut voor Biologisch en Scheikundig Onderzoek te Wageningen. In 1963 werd het zogeheten zwartveenonderzoek afgesloten. De productie van tuinturf kwam op gang, wat een nieuwe toepassing betekende voor het zwartveen, dat de turfstrooiselfabrikanten nog tot hun beschikking hadden nu het grauwveen uitgeput raakte.
In 1961 werd de verkooporganisatie N.V. Tuinturf opgericht. De afzet van het product steeg en nieuwe toepassingen werden gezocht, onder meer in de aardbeienteelt en bij de aanleg van sportvelden. De tuinturf werd zowel geleverd in balen, in zakken, en in bulk. Een nadeel van het product was de weersafhankelijkheid waaraan de verveners waren onderworpen: het moest immers enkele dagen gevroren hebben. Vanaf 1967 werd ook de tuinturf in plastic verpakt en verschenen merknamen als Florafleur. Een aantal turfstrooiselbedrijven ontwikkelden zich tot producenten van tuinturf en potgrond. De benodigde turf kwam niet langer meer uit Nederland, waar in 1992 de vervening werd gestaakt, en in steeds mindere mate uit Duitsland en Engeland, maar steeds verder weg, uit Ierland en de Baltische staten, met name Estland.

## Vervangende producten
Een nadeel van het gebruik van turf en veen is dat bij het vervenen soms waardevolle natuurgebieden worden vernietigd. Het  ontstaan van veen kost veel meer tijd dan nodig is het te vernietigen en de kans op herstel is zeer klein, zeker op de korte termijn. Tegenwoordig zijn er verschillende vervangende producten, die onder andere gebaseerd zijn op kokosvezel, in de handel welke de functie van turf als bodemverbeteraar kunnen overnemen.